# Огги и тараканы
Огги и тараканы (фр. Oggy et les Cafards) — французский мультипликационный комедийный сериал. Выпускался анимационными студиями Gaumont Multimédia (в 1998—2000 годах) и Xilam (в 2000—2018 годах).

## Описание
Общая концепция сериала и сюжеты многих эпизодов в значительной степени вдохновлены известной франшизой «Том и Джерри». В частности, здесь, как и в американском сериале, персонажи общаются между собой не словами, а речеподобными звуками или жестами.
Кот по имени Огги живёт в двухэтажном доме в пригороде, любит покой и предпочитает проводить время на сиреневой подушке перед телевизором поглощая вкусную еду. Но соседи, с которыми Огги вынужден делить жильё, — три таракана c их извращённым чувством юмора делают ему кошмарные трюки и ставят ловушки. Собственно говоря, их цель — завладеть холодильником, в котором хранится вся еда.
Мультфильм относится к типу комедий, использующих для основы гэгов насильственные действия над персонажами: удары, пинки, классические мультипликационные приёмы вроде сбрасывания на голову противника тяжёлых предметов (буффонада); очень часто используются взрывчатые вещества. Драки персонажей в большинстве серий не показываются открыто, а слышны за кадром или внутри помещения либо транспортного средства. Однако иногда сериал принимает характерные черты комедии положений или же комедии характеров.

## Персонажи

### Коты, противники тараканов
- Огги (Oggy) — главное действующее лицо, добродушный кот-обыватель, немного ленивый, сентиментальный романтик. Он ценит простые радости жизни: телевизор, мягкий пуфик, вкусную еду. Любит слушать музыку. Предпочитает классику и кошачью попсу — группа «Miaow Sisters» (серия «Диктатор»). Обожает сладкое, любит и умеет готовить. Имеет при себе личное оружие — мухобойку, которой в большинстве случаев прихлопывает своих мучителей-тараканов после каждой их выходки. В конце 4 сезона женился на Оливии. В серии «Happy Birthday» хотел покончить жизнь самоубийством из-за жестокости Джека. По словам исполнительного продюсера Марка дю Понтависа и France Info, Огги был назван в честь панк-рок-музыканта Игги Попа[1] и рок-альбома The Rise and Fall of Ziggy Stardust and the Spiders from Mars[2][3].
- Джек (Jack) — двоюродный брат Огги. По уши влюблён в Монику, сестру последнего. Является полной противоположностью родственнику: суровый, вспыльчивый, склонный к силовому решению проблем, лишённый сентиментальности прагматик. Чаще всего именно Джек становится инициатором очередной «акции возмездия» против тараканов, которая нередко приводит к страшным результатам. Иногда он использует Огги в качестве «козла отпущения», в некоторых сериях открыто доминирует над Огги и порой заставляет его выполнять тяжёлую работу, например, тащить набитые рюкзаки для загородного отдыха или толкать автомобиль. Джек живёт поблизости от Огги и часто гостит у него, а иногда остаётся ночевать. Водит собственный монстр-трак. Бывший военный. Его хобби — что-нибудь конструировать и изобретать. Любит туризм и охоту. В серии «С днём рождения» хотел покончить жизнь самоубийством из-за разбитых рюмок.

### Тараканы
Имена тараканам даны в честь участников американской рок-группы Ramones:
- Джоуи (Joey) — один из главных антагонистов сериала. Самопровозглашённый лидер тараканов, часто выполняет роль мозгового центра группы. Самый маленький из троицы. Имеет гетерохромию глаз (левый — жёлтый, правый — розовый). Самый находчивый и умный из троицы, но и он не застрахован от неудач, которыми заканчиваются многие его затеи, связанные преимущественно с желаниями украсть всю еду из холодильника на кухне Огги и разбогатеть на чём-либо.
- Ди Ди (Dee Dee) — очень упитанный и вечно голодный всеядный таракан с зелёными глазами, а также один из главных антагонистов сериала. Самый глупый из троицы. Обжорство ДиДи доминирует над разумом, так как его аппетит ему неподвластен и часто становится источником неприятностей для всей троицы (или для него одного). Например, в серии «Картофель фри» Ди Ди съедает последний оставшийся кусочек картофеля фри, зная, что результатом такого шага для него станет падение с высокой лестницы. Также поедал обои с рисунком в виде рыбок в серии «Клон Огги». Тем не менее и у него в голове иногда возникают кое-какие интересные идеи (а в некоторых сериях он действует как самостоятельный персонаж). Имеет хороший талант певца. Не всегда поддерживает авантюры Джоуи, а иногда и вовсе отказывается в них участвовать. Его голод ненасытен, даже когда он призрак (видно в эпизоде «Охотник за привидениями»).
- Марки (Marky) — один из главных антагонистов. Худой и высокий таракан с розовыми глазами. Самый высокий и драчливый в компании. Страдает от крайне неприятного запаха изо рта, что тем не менее не мешает ему быть обходительным сердцеедом. Его хобби — приглашать девушек на свидания (даже кукол). Свои любовные победы отмечает в специальном блокноте. Также нередко выступал в качестве самостоятельного или ключевого персонажа. Как и ДиДи, не всегда поддерживает авантюры Джоуи. Иногда становится «козлом отпущения» в составе троицы.

### Второстепенные персонажи
- Боб (Вob) — вторичный антагонист сериала, брутальный бульдог, сосед Огги с противоположной стороны улицы (а иногда и на одной и той же стороне, за живой изгородью). Несмотря на то, что имеет собственное жилище, часто встречается возле находящейся в том же дворе будки. Любимые занятия — поедание косточек из миски и уход за садом. Иногда становится жертвой невинных или болезненных шуток со стороны Огги и Джека. Например, в серии «Прятки» Боб всё время получает от Джека шприцы с лекарством для Огги из-за чихания последнего. Не любит нарушителей своей территории, за что постоянно бьёт котов или тараканов (но нередко достаётся и ему), иногда и сам не против застукать соседей за каким-нибудь делом. Хотя порой он проявлял к соседу благоразумие, например, когда жил в доме Огги. В некоторых сериях показан как рабочий, например, работал охранником в клубе или преподавателем полицейской академии. Начиная с четвёртого сезона роль Боба становится более расширенной.
- Моника (Monica) — похожая на брата сестра Огги (в индийской версии представляется как его подруга детства, а не родственница. Это было сделано во многом для избежания «двоюродного» брака между ней и Джеком), возлюбленная Джека (а в одной из серий у них даже был ребёнок, которого они оставляли Огги на попечение). Любит экстремальные виды спорта. Впервые появляется в серии «Любовь и поцелуи». Всё время катается на роликах. Ориентировочно во время 3 сезона расстаётся с Джеком и в дальнейшем появляется в качестве фонового персонажа.
- Оливия (Olivia) — белая кошечка, подруга и соседка Огги, появившаяся в серии «Оливия» и присутствующая на протяжении четвёртого и последующих сезонов. Миролюбивая, добрая, весёлая, жизнерадостная и дружелюбная, не любит сидеть на месте. Обладает находчивостью и смекалкой, с помощью которых находит выход из любой трудной ситуации. Любит читать и ходить на свидания с Огги. В серии «Огги женится!» выходит замуж за Огги. К тараканам относится более-менее терпимо и нередко обращается к ним за помощью. В отличие от Моники, она не любит экстрим, а также категорически не приемлет жестокости.
- Пит (Pit) — питбуль, сосед Огги по кварталу. Появляется в сериях «Оливия», «Пасхальное яйцо» и «Огги-котёнок». По характеру во многом похож на Боба. Очень любит накачивать свои мышцы.
- Леди К (Lady K.) — красивая и коварная тараканиха, присутствующая в некоторых сериях четвёртого сезона. Живёт в доме Оливии. Носит полосатое красно-чёрное платьице. Джоуи, Марки и Ди Ди влюблены в неё, поэтому она часто использует их для осуществления своих планов.
- Бабушка Огги (Oggy’s Grandmother) появляется всего в трёх сериях («Бабушка приехала», «Бабушка Огги» и «Подводные неприятности»). Обычно сидит в кресле-каталке и кажется спокойной, но при виде тараканов в ней просыпаются энергия и силы, она становится ловкой и вступает в бой с нахальными и назойливыми сожителями своего внука.
- Мыши (Mouse) — мыши, которые живут у Огги. Бывают разными. Бывают такие, как мышь-качок; мышь, забирающая выпавшие зубы, и одна, сильно напугавшая Огги.
- Полицейский (Policeman) — второстепенный персонаж, грубоватый и горбоватый страж порядка с гипертрофированным чувством порядка в неизменной тёмно-синей форме и фуражке. Появлялся в ряде серий, где исполнял роль от обычного патрульного до сотрудника частного охранного агентства у Джека. Мог штрафовать Огги, бить его или даже сажать за решётку.

## Противостояние
Причина противостояния, установившегося между Огги и тараканами, традиционно не раскрывается, однако точно известно, что оно продолжается довольно длительный период времени: Огги страдал от проделок тараканов ещё будучи котёнком (например, в эпизоде «Petit, Petit, Petit» и «Oggy Mini» Огги уменьшает себя до размеров таракана и попадает в простенок, где находит соску со своим именем и вспоминает, как тараканы отобрали её у него). Правда заключается в том, что, как и принято в подобного рода отношениях любви-ненависти, Огги привязан к тараканам (а они, в свою очередь, к нему), и нередко они объединяли свои усилия для решения общих трудностей. Избавившись от них (эпизод «So Lonely» и «Alone at Last»), Огги по прошествии времени начинает страдать от скуки и даже пытается имитировать их проделки самостоятельно, прослушивая при этом диктофонную запись их смеха. В эпизоде «Охотник за привидениями» в финале Огги предложил им посмотреть вместе с ним комедию ужасов после их воскрешения. Однако коврик заставил монстров вылезти из пола.

## Продолжения

### 1 сезон
Трансляция 1 сезона началась в 1998 году.

### 2 сезон
Трансляция 2 сезона началась в 2001 году.

### 3 сезон
Трансляция 3 сезона началась в 2007 году.

### 4 сезон
Трансляция 4 сезона началась в 2012 году.

### Полнометражный фильм
Через год после старта 4 сезона был выпущен фильм «Невероятные приключения кота», где Огги с тараканами путешествуют во времени. Было решено не озвучивать героев человеческим языком, так как любому зрителю этот фильм хорошо понятен и без человеческого языка. Премьера состоялась 7 августа 2013 года во Франции, в России фильм вышел 25 сентября 2013 года.

### 5 сезон
В 2016 году было объявлено о готовящемся выходе пятого сезона. В отличие от всех предыдущих, он придерживается историко-географической тематики, показывая противостояние героев на протяжении времён и в рамках разных цивилизаций — от древнего мира до XX века. Показ первых серий сезона прошёл на телеканале Gulli в июле 2017 года. Однако у создателей есть планы по выпуску ещё двух сезонов. При этом, помимо выпуска новых серий, студия делает ремейки старых (но под другими названиями).

### 6 сезон
Трансляция 6 сезона началась в 2017 году (ремастеринг сезонов 1-2).

### 7 сезон
Это ремастеринг 1-2 сезона, но также и новые серии.

## Трансляции
| Страна                   | Телеканал и видеосервис | Дубляж     | Иностранное название     |
| ------------------------ | --- | ---------- | ------------------------ |
| Франция                  | France 3, France 4, Canal+, Canal+ Family, Canal J, Gulli, Tiji, Télétoon+, Vrak, MBC, Netflix, Istikana, YouTube | оригинал   | Oggy et les Cafards      |
| Украина                  | Новый канал (с 2 июля по 6 августа 2001 года показаны 26 серий, с 17 декабря 2001 по 22 марта 2002 года показаны 35 серий, с 2 сентября по 8 октября 2002 года показаны 26 серий, с 24 июня 2003 по 23 января 2004 года показаны 142 серий, с 4 октября по 5 ноября 2004 года показаны 24 серий, с 14 марта 2005 по 4 августа 2005 года показаны 86 серий, 24 и 31 октября 2005 года только 2 серий показаны), 2+2, НТН, Megogo, ТЕТ (с 15 марта по 9 августа 2007), К1, ПлюсПлюс, YouTube, Пиксель TV, QTV, Гамма, Юмор ТВ, Киев | украинский | Оґґі та кукарачі         |
| США · Великобритания     | Kids Central, Da Vinci Kids, Primo TV, Toon-A-Vision, TVB Jade, MyToonz, ToonGoggles, Sensical, PlayKids | английский | Oggy and the Cockroaches |
| Иран                     | GEM Junior | персидский | اوگی و سوسک ها           |
| Россия                   | Рен-ТВ, ТВ-3, Карусель, Первый канал - Россия | Русский    | Огги и тараканы          |
| Лига арабских государств | MBC3, Spacetoon, TV5 Ajial | арабский   | أوجي والمزعجون           |